# Viện bảo tàng Đức
Viện bảo tàng Đức (tiếng Đức: Deutsches Museum von Meisterwerken der Naturwissenschaft und Technik, viết tắt Das Deutsche Museum) ở München là viện bảo tàng khoa học thiên nhiên và kỹ thuật lớn nhất thế giới. Có 28 ngàn vật thể từ 50 ngành của khoa học thiên nhiên và kỹ thuật được trưng bày tại đây. Mỗi năm có khoảng 1,5 triệu người viếng thăm bảo tàng viện này.
Viện này thuộc nhà nước và cũng là nơi nghiên cứu; thành viên của liên hội Leibniz.
Viện bảo tàng được sáng lập vào ngày 28 tháng 6 năm 1903 tại một buổi họp của Verein Deutscher Ingenieure (VDI) theo sáng kiến của Oskar von Miller.

## Mục đích
Mục đích của Viện bảo tàng Đức là mang lại cho người dân bình thường những kiến thức về khoa học thiên nhiên và kỹ thuật một cách dễ hiểu và sống động. Quan khách được thấy lịch sử phát triển của khoa học thiên nhiên và kỹ thuật, cũng như là tầm quan trọng của nó đối với sự phát triển của kỹ thuật và xã hội qua những ví dụ được lựa chọn kỹ lưỡng. Ngoài ra còn có một kho tàng nghiên cứu với 94 ngàn vật thể, một thư viện đặc biệt về lịch sử của khoa học thiên nhiên và kỹ thuật với 850 ngàn cuốn và những phòng dự trữ với những tài liệu nguyên bản đặc biệt. Viện nghiên cứu về lịch sử kỹ thuật và khoa học của Viện bảo tàng Đức làm việc chung với đại học Ludwig-Maximilians và đại học kỹ thuật München. Cơ quan Kerschensteiner-Kolleg tổ chức những khóa học bổ túc cho giáo viên và học sinh về lịch sử của khoa học thiên nhiên và kỹ thuật.

## Vị trí

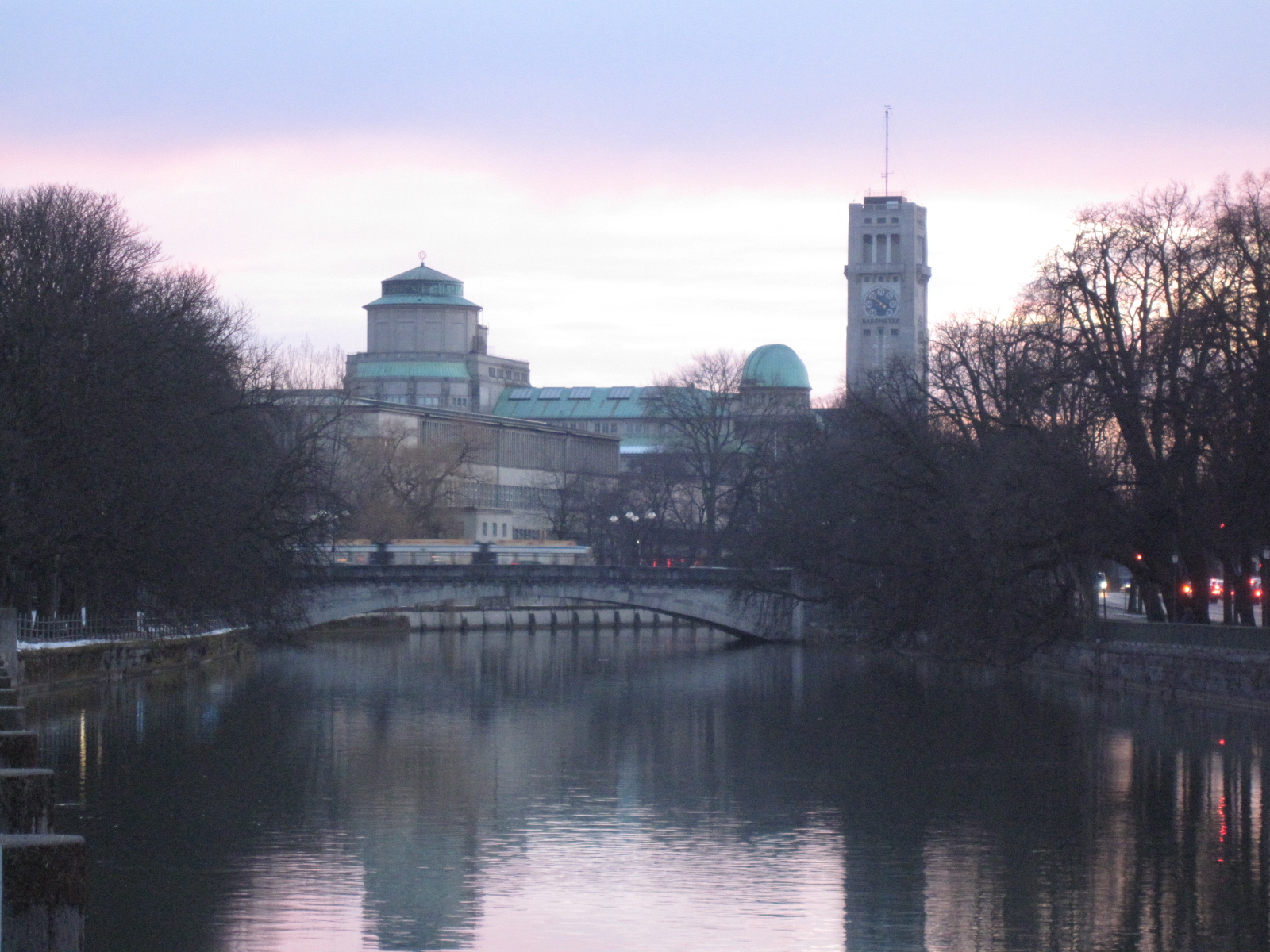
Deutsches Museum, nhìn từ Praterinsel

### Tòa nhà chính
Viện bảo tàng Đức nằm ở đảo Viện bảo tàng (Museumsinsel), một bờ sỏi cũ trên sông Isar. Từ thời trung cổ hòn đảo này đã là chỗ cho bè đậu và chỗ chứa vật liệu. Vì nguy cơ bị lụt nên chỗ này không được xây cất. Cho tới năm 1772 một trại lính mới được xây. Sau nạn lụt vào năm 1899 thì đảo được nâng cấp để khỏi bị nạn lụt. Năm 1903 hội đồng thành phố đồng ý cho thuê đất để xây bảo tàng viện. Cho tới năm 1909 mới thực sự bắt đầu xây. Bị ngưng trệ vì thế chiến thứ Hai bảo tàng viện mất gần 20 năm mới được xây xong theo như họa đồ của kiến trúc sư Gabriel von Seidl. Ngay cả khi khai mạc vào 7 tháng 5 năm 1925, cuộc xây cất vẫn chưa hoàn tất.

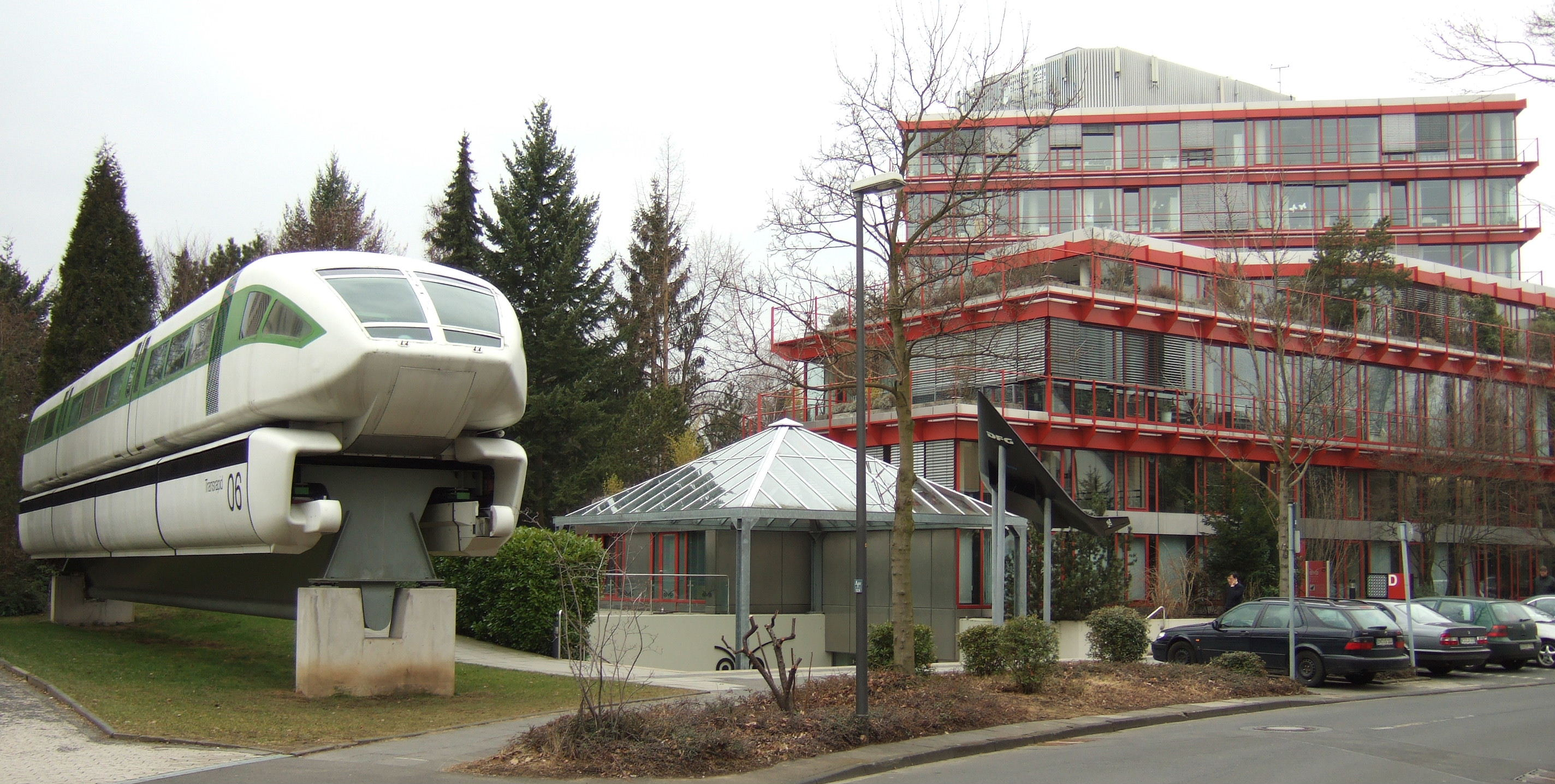
Deutsches Museum Bonn

### Chi nhánh

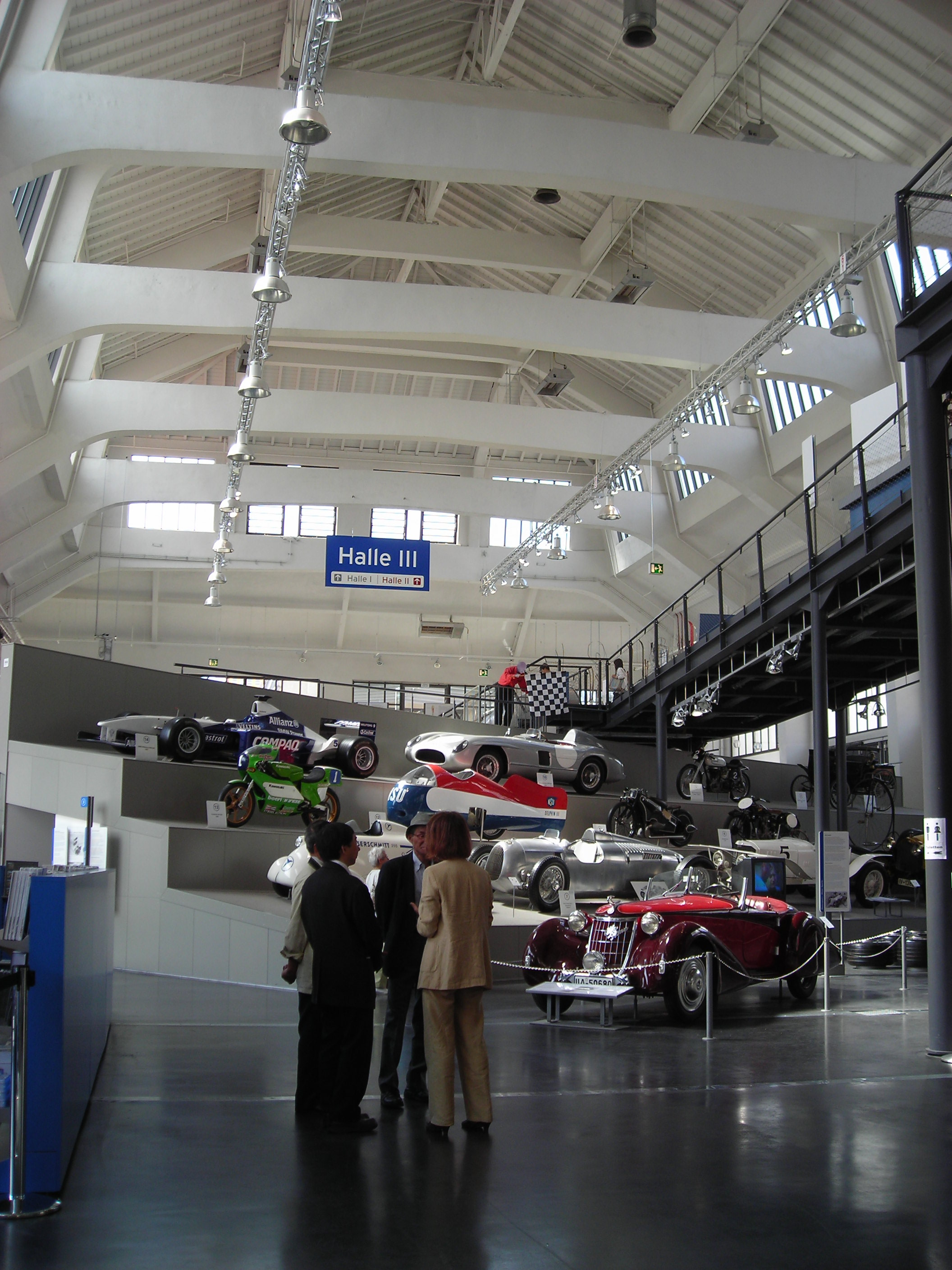
Halle III

Ngoài trung tâm chính ở đảo Viện bảo tàng còn có 3 chi nhánh:
- Trung tâm giao thông (Verkehrszentrum) ở München
- Viện bảo tàng máy bay (Flugwerft) ở Oberschleißheim
- Viện bảo tàng Đức ở Bonn (Deutsches Museum Bonn)

Làm việc chung với thành phố Freilassing viện bảo tàng điều hành thế giới đầu tàu hỏa (Lokwelt Freilassing).

#### Viện bảo tàng Đức tại Bonn
Viện bảo tàng Đức tại Bonn trưng bày nhiều vật thể và các thí nghiệm của những khoa học gia, kỹ thuật gia và nhà sáng tạo nổi tiếng. Những đề tài chủ yếu là các nghiên cứu và kỹ thuật tại Đức sau 1945.

#### Trung tâm giao thông
Trung tâm giao thông (Verkehrszentrum) là chi nhánh của Deutsches Museum ở München. Nó bao gồm 3 tòa nhà mà trước đây là hội chợ ở Theresienhöhe, và triểm lãm những vật thể trong đề tài giao thông và di chuyển. Khai mạc vào tháng năm 2003 với nhà III Di chuyển và kỹ thuật, tiếp theo vào tháng 10 năm là nhà I Giao thông thành phố và nhà II Văn hóa du lịch.

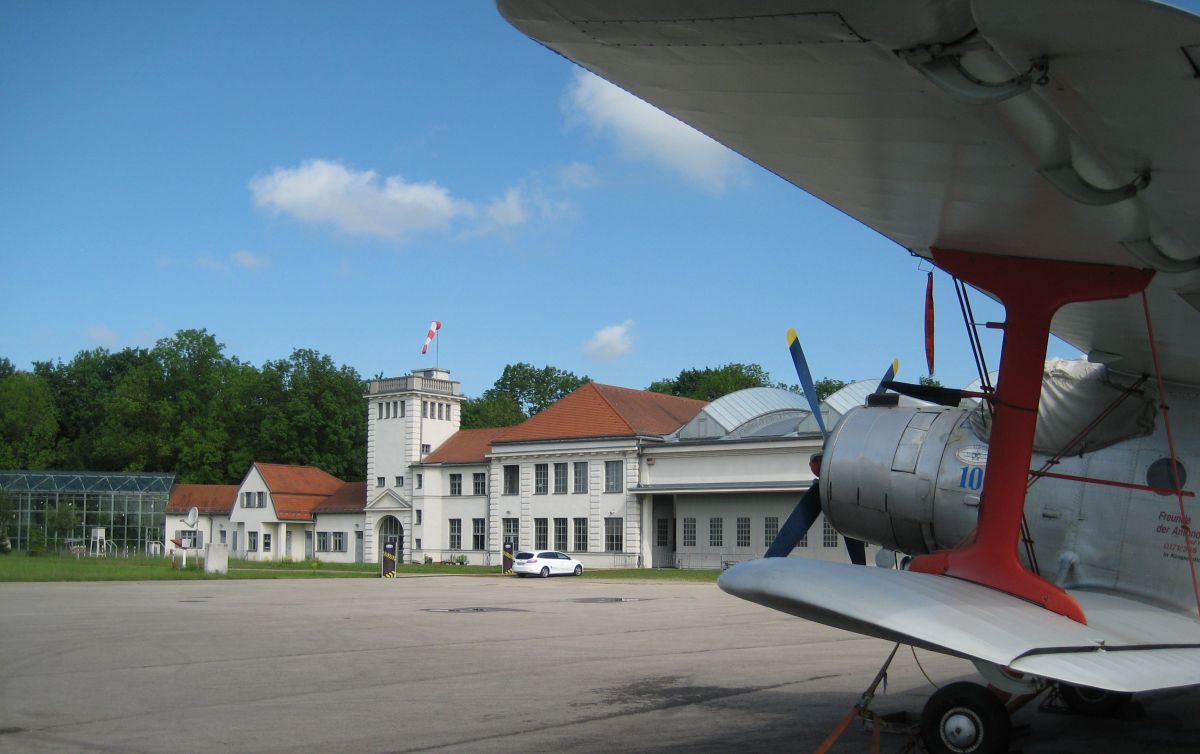
Alte Werfthalle, được xây giữa năm 1912-1918

#### Flugwerft Schleißheim
Bảo tàng viện máy bay (Flugwerft Schleißheim) là chi nhánh của Deutsches Museums nằm ở một làng sát bên München tên là Oberschleißheim. Bảo tàng viện máy bay được khai mạc vào ngày 18 tháng 9 năm 1992. Trên chỗ đáp của Schleißheim (Sonderlandeplatzes Schleißheim) nhiều kiểu mẫu từ ngành hàng không và du hành không gian được trưng bày. Trong đó có nhiều chiếc máy bay, trực thăng, động cơ máy bay. Ngoài ra còn có một khu sửa chữa máy bay, nơi mà quan khách có thể xem các máy bay được tu bổ. Nó nằm một phần ở nơi những tòa nhà đã được tu bổ có từ thời nhóm phi công hoàng gia (1912–1919) và một tòa nhà được xây dựng vào năm 1992 để triển lãm.

## Lịch sử
Lịch sử của viện bảo tàng Đức có thể chia làm 3 giai đoạn:
- Thời xây dựng từ năm 1903 tới 1925 những bộ sưu tập được đặt trong những phòng ốc mang tính tạm thời, như tòa nhà cũ của Bảo tàng Quốc gia Bayern (Bayrischen Nationalmuseums) ở đường Maximilianstraße và trại lính Schwere-Reiter-Kaserne, nằm trên đường Zweibrückenstraße đối diện với hòn đảo Kohleninsel. Trong giai đoạn này tòa nhà triển lãm được xây tại hòn đảo, ngoài ra còn việc kêu gọi quyên tiền và đồ đạc để tài trợ cho việc xây cất viện bảo tàng cũng như việc sưu tầm các vật thể, đặt ra một chính sách sưu tầm, cùng việc tổ chức quản lý bảo tàng viện. Thời gian xây dựng chịu ảnh hưởng rất nhiều từ ông Oskar von Miller, cũng như bởi Chiến tranh thế giới thứ nhất và thời kỳ hậu chiến.
- Sau cuộc khai mạc tòa nhà mới xây trên hòn đảo Kohleninsel vào năm 1925 bắt đầu giai đoạn thứ hai. Sau khi cơ cấu tổ chức đã ổn định, trong thời kỳ chính trị không vững chắc vào giai đoạn cuối thể chế Cộng hòa Weimar, và thời Đức quốc xã quan trọng là làm sao, để có thể duy trì sự độc lập của bảo tàng viện. Những người đứng đầu bảo tàng viện chung quanh ông Oskar von Miller cho là, viện bảo tàng Đức không nên dính líu đến chính trị, một quan điểm mà đã dẫn tới thái độ thù nghịch của những người Đức quốc xã. Một trong những tranh cãi là bức tượng của Bismarck, mà đã được tặng cho phòng danh dự của bảo tàng viện. Tuy nhiên Miller không đồng ý trưng tượng này ở đó. Ngay cả chính sách sưu tầm có tính cách quốc tế cũng bị nhóm quốc gia khuynh hữu chỉ trích nặng nề. Nhóm điều hành bảo thủ tuy nhiên đã thành công, cho nên chỉ có Fritz Todt một nhân vật trong nhóm Đức quốc xã được chọn vào nhóm điều hành sau năm 1934. Năm 1944 bảo tàng viện bị trúng bom, khoảng 80% tòa nhà, và 20% các vật thể trưng bày bị phá hủy.
- Việc tái kiến thiết đã bắt đầu vào tháng 2 năm 1945 trong lúc Đức quốc xã vẫn còn nắm quyền. Vào tháng 10 năm 1947 một chương trình triển lãm đặc biệt về động cơ Diesel được tổ chức và vào ngày 7 tháng 5 năm 1948 bảo tàng viện được chính thức mở cửa trở lại. Tuy nhiên mãi tới năm 1969 bảo tàng viện mới đạt tới diện tích triển lãm như trước thời chiến tranh. Tòa nhà đã được xây lại như cũ. Chỉ có vật thể trưng bày được sắp xếp trở lại. Từ năm 1970 bảo tàng viện lần đầu tiên trong lịch sử của nó đã sinh hoạt lại bình thường. Và với chức vụ mới của một ông tổng giám đốc viện bảo tàng trở nên chyuên nghiệp. Để theo kịp với những tiến bộ về kỹ thuật những bộ sưu tầm mới hay những triển lãm đặc biệt được tổ chức. Chi nhánh đầu tiên là xưởng chế tạo máy bay trên sân phi trường cũ Schleißheim được khai trương vào năm 1992. Sau đó vào năm 1995 là chi nhánh ở thành phố Bonn và 2003 trung tâm lưu thông tại Theresienhöhe ở München.